# Stazione di Calavorno
La stazione di Calavorno è una fermata ferroviaria dismessa posta sulla ferrovia Lucca-Aulla a servizio della frazione di Calavorno, nel comune di Coreglia Antelminelli.

## Storia
L'impianto venne attivato contestualmente all'apertura del tratto di linea da Bagni di Lucca-Castelnuovo di Garfagnana, il 27 luglio 1911.
Nel 1999 la fermata risultava impresenziata insieme ad altri 25 impianti situati sulla linea. Venne dismessa pochi anni dopo, a metà dicembre 2003, con l'entrata in vigore dell'orario 2003/2004. Sul finire del 2019 sono stati avviati dei lavori di messa in sicurezza e restauro del tetto del fabbricato viaggiatori, da anni in stato di semi abbandono.

## Strutture e impianti

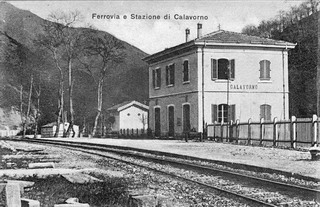
La fermata in una cartolina d'epoca

La fermata dispone di un fabbricato viaggiatori, di un fabbricato per i servizi igienici e di una lunga e ampia banchina che serviva l'unico binario di corsa. A destra dell'ex fabbricato viaggiatori è presente un ampio giardino in stile novecentesco con delle panchine e una piccola fontana, non più funzionante. La banchina confina con l'adiacente passaggio a livello sulla strada statale 445 della Garfagnana.

## Servizi
La fermata disponeva di:
- Biglietteria a sportello
- Sala d'attesa
- Deposito bagagli con personale
- Servizi igienici

In aggiunta, disponeva di annuncio sonoro per l'arrivo dei treni.